# Charles Lasègue
Charles Lasègue, punog imena Ernest-Charles Lasègue (5. rujna 1816. – 20. ožujka 1883.) je francuski liječnik koji je rođen u Parizu.
Diplomirao je medicinu 1847.g. u Parizu, iako je prvotno studirao filozofiju. Tijekom svoga rada bavio se istraživanjem živčanih bolesti i mentalnih bolesti. 
Lasegueov znak kojim se ispituje podražaj živčanih korijenova ili ovojnica kralježnične moždine nosi njegovo ime.